# Kelleramt
Kelleramt est une région suisse située dans le district de Bremgarten, dans le canton d'Argovie.

## Source
- Anton Wohler, « Kelleramt » dans le Dictionnaire historique de la Suisse en ligne, version du 5 décembre 2006.